# Edmée De Groeve
Edmée De Groeve (Berlare, 1946) is een Belgisch voormalig bedrijfsleider en bestuurder.

## Levensloop
Edmée De Groeve werkte 31 jaar lang bij de industriële verfproducent Sigma Coatings in Manage. Ze werkte er aanvankelijk op de aankoopdienst en sloot er haar carrière als algemeen directeur af. In november 2003 werd ze met vijf andere directieleden een tijdlang gegijzeld. In juni 2004 ging ze met brugpensioen. Via haar contacten met de socialistische vakbond FGTB kwam De Groeve bij de PS terecht, waar ze een vertrouweling van Elio Di Rupo werd. Ze maakte deel uit van het partijbureau van de PS. In 2004 werd ze in opvolging van Alain Deneef voorzitter van de raad van bestuur van de Nationale Maatschappij der Belgische Spoorwegen (NMBS), in 2006 van BSCA (de uitbater van de luchthaven van Charleroi) en in 2008 in opvolging van Jean-Marc Delporte van de Nationale Loterij. Ook was ze voorzitter van de Société wallonne des aéroports (SOWAER).
In juli 2009 werd ze gearresteerd en in verdenking gesteld van schriftvervalsing, gebruik van valse stukken, verduistering door een ambtenaar en oplichting. Ze gebruikte haar kredietkaart van de BSCA oneigenlijk voor onder meer een reis van ruim 10.000 euro naar Tenerife en gaf op kosten van de luchthavenuitbater voor zo'n 300.000 euro uit, waarvan de afschriften waren verdwenen. Ook bracht ze representatiekosten bij zowel de NMBS als de luchthaven van Charleroi binnen. In juli 2013 werd De Groeve tot een gevangenisstraf van 15 maanden veroordeeld. Ze verloor in 2009 reeds al haar bestuursmandaten. Jean-Marc Liétart volgde haar op bij de Nationale Loterij, Laurence Bovy bij de NMBS.
In 2010 werd ze consultant van Franco Dragone van Cirque du Soleil. In 2011 werd haar dochter van actieve corruptie beschuldigd in de corruptiezaak rond Belgacom en topman Didier Bellens, die ook een intimus van De Groeve was.